# Моторное (Уфа)
Моторное (Богородское) — исторический центр Богородской волости Уфимского уезда, историческое село Черниковского поселкового совета, исторический центр Черниковского районного совета.
С 1622 года, после постройки деревянной Казанско‑Богородской церкви в честь явления иконы Божией Матери на роднике возле села, стало именоваться Богородским. С 1931 года, в связи со строительством Моторного завода, переименовано в Моторное.
В 1936 году вошло в состав города Уфы, а в 1944 году — города Черниковск. Ныне составляет район Инорс. По селу названа Сельская Богородская улица в Калининском районе.

## География
Возле села ранее находилось несколько сезонных пойменных и старичных озёр реки Уфы: озеро Подворное, большая часть которого засыпана (современная улица Валерия Лесунова), и пересыхающий ручей, вытекающий из него. Озеро-старица Тёплое при строительстве ТЭЦ Моторного завода в 1930-х годах расширено и используется как её пруд-охладитель.

## История
Основана в 1604 году дворцовыми крестьянами как Новая Слобода. С 1613 года именовалась Кадомцевой деревней, в 1620 году фиксировалась как Кадомцово, по имени одного из первых поселенцев (основателя) Ивана Кадомца. С 1622 года — село Богородское, с 1931 года — Моторное, находившееся до июля 1936 года в составе Черниковского поселкого совета Уфимского района.
19 июля 1936 года рабочий посёлок Черниковка вошёл в состав города Уфы, и поселковый совет реорганизован в районный, с центром в селе Моторном, а в 1938 году — преобразован в Сталинский район города Уфы.
В 1944 году село упразднено и вошло в состав города Черниковска, и стало его центром.

### Крестный ход
С 1674 года, на престольный праздник Казанско-Богородской церкви, 7 (20) июля ежегодно совершался крестный ход с Богородско-Уфимской иконой Божией Матери: в начале в Смоленский собор, а позднее — в Воскресенский; с молебнами у места обретения иконы — Богородской надкледезной, и у места встреч крестного хода — Казанской столбовой и Никольской часовен.

## Население
В 1796 году в 71 дворе проживало 356 человек, в 1865 году в 76 дворах — 503, в 1920 году в 133 дворах — 766 человек. Население занималось земледелием, огородничеством, рыболовством, изготовлением дуг и колёс.
Из крестьян села в конце XVII — начале XVIII веков вышли уфимские дворянские роды Кадомцевы, Вавиловы, Погорские, Киржацкие, Кинишемцевы, Атаевы и Черкашины.

## Архитектура
Основным историко-архитектурным ансамблем села является ансамбль Казанско-Богородской церкви и Богородская надкладезная часовня.
В начале 1930-х годов в стиле конструктивизма построен кинотеатр (с 1942 года — Клуб) «Ударник» Моторного завода, открытый в 1933 году, а в 1950-х годах — перестроенный в стиле советского неоклассицизма и переименованный в 1956 году в Дом культуры имени М. И. Калинина.
При строительстве жилого района Инорс для работников Уфимского моторного завода, большая часть села снесена и застроена в 1970-е — 1980-е годы типовыми домами. Сохранившаяся часть села представляет собой частные дома.